# His Master's Noise
His Master's Noise (HMN) är en ekumenisk finlandssvensk gospelkör från Helsingfors, Finland. Kören grundades år 1988 av Sören Lillkung som även verkade som dirigent under körens fem första år. Därefter har bl.a. Malin Storbjörk och Thomas Höglund fungerat som körens dirigenter. Idag leds kören av både Simon Djupsjöbacka och Elna Romberg. Koristerna kommer från hela svenskfinland, men även finsktalande och utländska medlemmar har etablerat sig i kören. För tillfället består kören av ca 60 aktiva sångare. Tommi Jalo är körens pianist. 
His Master's Noise repertoar består av traditionell och afroamerikansk gospel – en genre som har sina rötter i den tidiga negro spiritual- och bluesmusiken och som kännetecknas av ett tajt groove, en hög energinivå, välklingande stämmor och en glädje som smittar av sig. Förutom att regelbundet hålla konserter i Helsingfors och resten av Svenskfinland har HMN uppträtt i flera europeiska länder, bland andra Sverige, Estland, Tyskland, Belgien, Nederländerna och Polen. I november 2013 genomförde HMN en drygt två veckor lång turné i Sydafrika där kören uppträdde bland annat i kyrkan Regina Mundi i Soweto och i Drakensberg tillsammans med den världskända gosskören Drakensberg Boys Choir. 
Kören har gett ut tre cd-skivor; Alive! (1992), All We Wanna Do (2003) och Depend On Him (2010) – samt en Live in Helsinki-dvd, som spelades in på körens 25-årsjubileumskonsert på Svenska Teatern i maj 2013.
Körnamnet är en ordlek med det gamla skivmärket His Master's Voice.